# Sismo de Portugal de 2009
O sismo de 2009 foi um abalo telúrico ocorrido em 17 de Dezembro de 2009 que se fez sentir na Península Ibérica.
O sismo, com uma magnitude de 6,0 graus na escala de Richter, ocorreu às 01h37m47s e o epicentro deu-se no mar, a 10 km de profundidade e a Oeste de Gibraltar, cerca de 185 km a Oeste de Faro e 264 km a Sudoeste de Lisboa.
Apesar da magnitude, não foram registados danos pessoais ou materiais.
Foi o maior sismo registado em Portugal desde o sismo de Portugal de 1969.